# Туэйтес, Брентон
Брентон Туэйтес (англ. Brenton Thwaites; родился 9 августа 1989, Кэрнс, Австралия) — австралийский актёр.

## Биография
Брентон Туэйтес родился в Кэрнсе (Австралия) 9 августа 1989 года. В 2006 году окончил среднюю школу. С 2007 по 2010 год обучался актёрскому мастерству в Квинслендском технологическом университете, получив степень бакалавра. Ещё до окончания университета, в 2010 году он снялся в независимом фильме Charge Over You. После этого переехал в Сидней, где начал сниматься в телевизионном сериале «Домой и в путь». Туэйтес получил главную роль в телевизионном фильме «Голубая лагуна», ремейке фильма 1980 года. В 2014 году снялся в фильме «Малефисента» в роли Принца Филиппа, а также сыграл одну из главных ролей в фильме «Посвящённый», экранизации романа Лоис Лоури «Дающий».

## Личная жизнь
С 2015 года Туэйтес встречается с Хлоей Пейси, с которой познакомился в Австралии, когда снимался в «Пиратах». 

У пары три дочери — Бёрди (род. март 2016), Пеппа (род. 2018), Роузи Белль (род. ноябрь 2019) и два сына.. 

Проживает в городе Голд-Кост (Квинсленд, Австралия).

## Фильмография
| Год       |     | Русское название                                        | Оригинальное название                            | Роль                           |
| --------- | --- | ------------------------------------------------------- | ------------------------------------------------ | ------------------------------ |
| 2010      | ф   | Власть над тобой                                        | Charge Over You                                  | Сэм                            |
| 2011      | с   | Морской патруль                                         | Sea Patrol                                       | Ли Скарпиа                     |
| 2011—2012 | с   | Домой и в путь                                          | Home and Away                                    | Стью Хендерсон                 |
| 2011      | с   | Скользящие                                              | SLiDE                                            | Люк Галлагер                   |
| 2011      | кор |                                                         | Headsmen                                         | Макс Паттерсон                 |
| 2012      | тф  | Голубая лагуна                                          | Blue Lagoon: The Awakening                       | Дин Макмаллен                  |
| 2012      | ф   | Береги свои ноги!                                       | Save Your Legs!                                  | Марк                           |
| 2014      | ф   | Окулус                                                  | Oculus                                           | Тим Расселл                    |
| 2014      | ф   | Малефисента                                             | Maleficent                                       | принц Филипп                   |
| 2014      | ф   | Молодая кровь                                           | Son of a Gun                                     | Джесси «Джей-Эр» Райан         |
| 2014      | ф   | Сигнал                                                  | The Signal                                       | Ник Истмен                     |
| 2014      | ф   | Посвящённый                                             | The Giver                                        | Джонас                         |
| 2014      | ф   | Поездка                                                 | Ride                                             | Анджело                        |
| 2015      | ф   | Рубен Гатри                                             | Ruben Guthrie                                    | Чет                            |
| 2015      | док | Сахар                                                   | That Sugar Film                                  | в роли самого себя             |
| 2016      | ф   | Боги Египта                                             | Gods of Egypt                                    | Бек                            |
| 2017      | ф   | Пираты Карибского моря: Мертвецы не рассказывают сказки | Pirates of the Caribbean: Dead Men Tell No Tales | Генри Тёрнер                   |
| 2018      | ф   | Офисный беспредел                                       | Office Uprising                                  | Десмонд                        |
| 2018      | ф   | Интервью с Богом                                        | An Interview with God                            | Пол Ашер                       |
| 2018—2023 | с   | Титаны                                                  | Titans                                           | Дик Грейсон / Робин / Найтвинг |
| 2019      | ф   | Насильственное разделение                               | A Violent Separation                             | Норман                         |
| 2020      | ф   | Призраки войны                                          | Ghosts of War                                    | Крис                           |
| 2020      | ф   | Девушка грёз                                            | I Met a Girl                                     | Дэвон Кэссиди                  |